# Klepon
Le klepon (prononcé « klé-pone ») est un gâteau de riz traditionnel javanais qui est désormais populaire dans toute l'Indonésie et en Malaisie. Il s'agit d'un gâteau de riz bouilli, rempli de sucre de palme liquide (gula jawa), et enrobé de noix de coco rapée. Le klepon est vert parce qu'il est parfumé avec une pâte de feuilles de pandan ou de dracaena[Lequel ?] qui sont couramment utilisées dans les cuisines d'Asie du Sud-Est. Dans d'autres régions d'Indonésie comme à Sulawesi, à Sumatra et dans la voisine Malaisie, les klepon sont connus sous le nom d'« onde-onde ». Cependant, à Java, le terme onde-onde fait référence au jian dui chinois, une boule de gâteau de riz couverte de graines de sésame et remplie avec une pâte sucrée de haricots mungo. Malgré leur popularité à travers toute l'Asie du Sud-Est, les klepon sont originaires de Java.
Ils sont, tout comme les getuk et les cenil, souvent consommés en tant que snacks le matin ou l'après-midi. Certaines précautions doivent être prises en mangeant un klepon : un gâteau tout juste bouilli contient généralement en son cœur du sucre de palme liquide brûlant.
Dans les années 1950, le klepon a été apporté par les immigrants indo aux Pays-Bas et est désormais facilement trouvable dans les restaurants chinois ou indonésiens aux Pays-Bas ainsi que dans les supermarchés à travers le pays.